# Чау за межами
«Чау за межами» (англ. Chau, Beyond the Lines) — документальний короткометражний фільм, знятий Кортні Марш. Стрічка є однією з десяти з-поміж 74 заявлених, що увійшли до шортлиста премії «Оскар-2016» у номінації «найкращий документальний короткометражний фільм». Фільм розповідає про 16-річного в'єтнамського хлопчика на ім'я Чау, який став інвалідом через «Агент Оранж».

## Визнання
| Нагороди та номінації фільму «Чау за межами» | Нагороди та номінації фільму «Чау за межами» | Нагороди та номінації фільму «Чау за межами»                             | Нагороди та номінації фільму «Чау за межами» | Нагороди та номінації фільму «Чау за межами» | Нагороди та номінації фільму «Чау за межами» |
| Рік                                          | Кінопремія / Кінофестиваль                   | Категорія / Нагорода                                                     | Номінант                                     | Результат                                    | Дж                                           |
| -------------------------------------------- | -------------------------------------------- | ------------------------------------------------------------------------ | -------------------------------------------- | -------------------------------------------- | -------------------------------------------- |
| 2015                                         | Флорідський кінофестиваль                    | Ґран-прі за найкращий документальний короткометражний фільм              | «Чау за межами»                              | Номінація                                    |                                              |
| 2015                                         | Американський кінофестиваль                  | Спеціальний приз журі за найкращий документальний короткометражний фільм | «Чау за межами»                              | Перемога                                     |                                              |
| 2016                                         | 88-а церемонія вручення нагороди «Оскар»     | Найкращий документальний короткометражний фільм                          | «Чау за межами»                              | Номінація                                    | [ 2 ]                                        |